# La Clotte
La Clotte est une commune du Sud-Ouest de la France située dans le département de la Charente-Maritime (région Nouvelle-Aquitaine).
Ses habitants sont appelés les Clottois et les Clottoises.

## Géographie
Commune située en Saintonge au nord de Guîtres, à l'extrême sud de la Charente-Maritime, elle est limitrophe du département de la Gironde.

### Communes limitrophes
|         | Saint-Pierre-du-Palais |                      |
| Cercoux | La Clotte              | Saint-Martin-de-Coux |
|         | Lagorce (Gironde)      | Chamadelle (Gironde) |

### Hydrographie

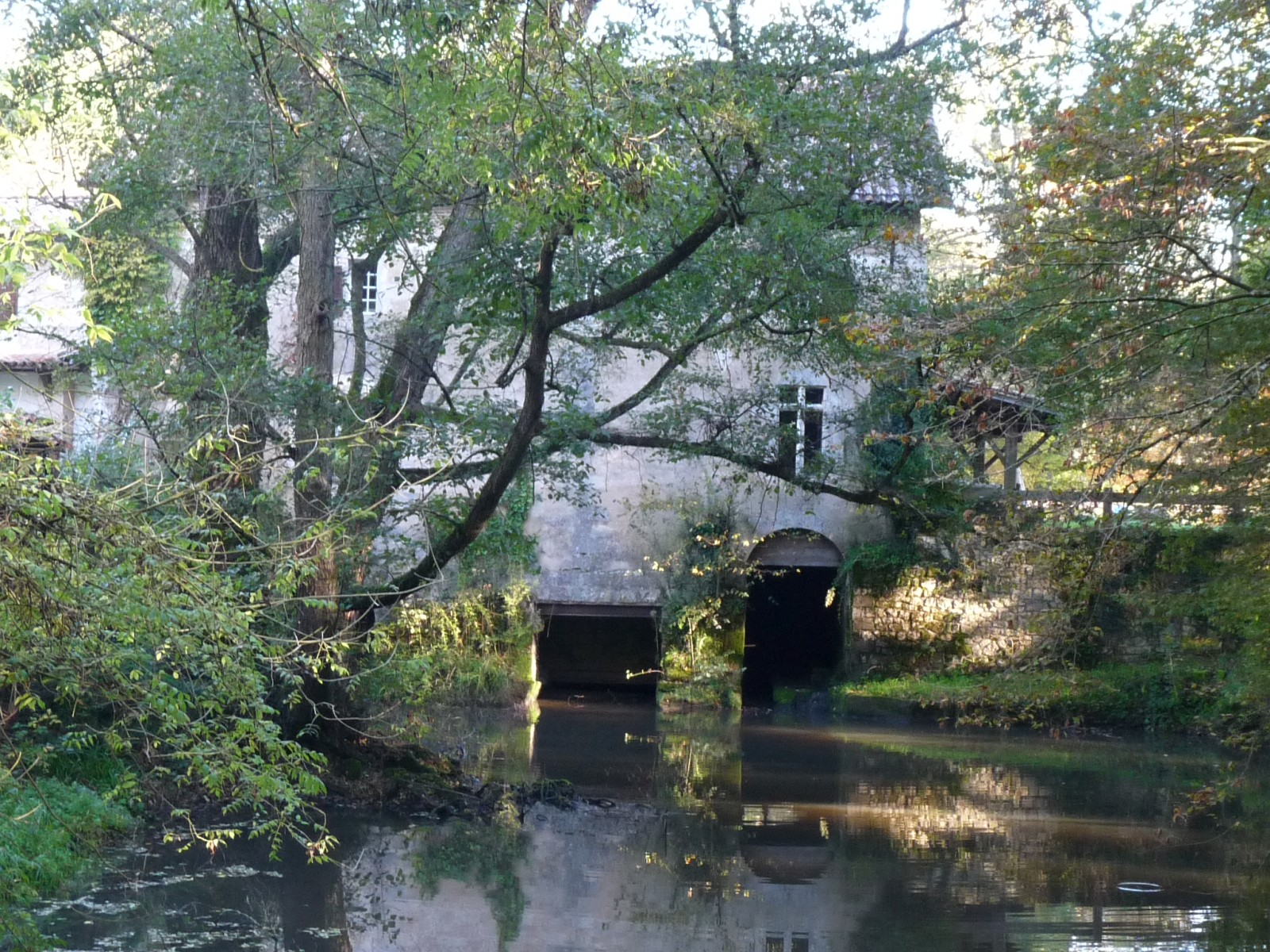
Le Lary au Grand Moulin.

La commune est traversée par le Lary, sous-affluent de la Dordogne par l'Isle.

## Urbanisme

### Typologie
Au 1er janvier 2024, La Clotte est catégorisée commune rurale à habitat dispersé, selon la nouvelle grille communale de densité à 7 niveaux définie par l'Insee en 2022.
Elle est située hors unité urbaine et hors attraction des villes,.

### Occupation des sols
L'occupation des sols de la commune, telle qu'elle ressort de la base de données européenne d’occupation biophysique des sols Corine Land Cover (CLC), est marquée par l'importance des forêts et milieux semi-naturels (60,4 % en 2018), en augmentation par rapport à 1990 (59,4 %). La répartition détaillée en 2018 est la suivante : 
forêts (55,5 %), zones agricoles hétérogènes (29,7 %), prairies (5,4 %), milieux à végétation arbustive et/ou herbacée (5 %), zones urbanisées (4 %), mines, décharges et chantiers (0,5 %). L'évolution de l’occupation des sols de la commune et de ses infrastructures peut être observée sur les différentes représentations cartographiques du territoire : la carte de Cassini (XVIIIe siècle), la carte d'état-major (1820-1866) et les cartes ou photos aériennes de l'IGN pour la période actuelle (1950 à aujourd'hui).

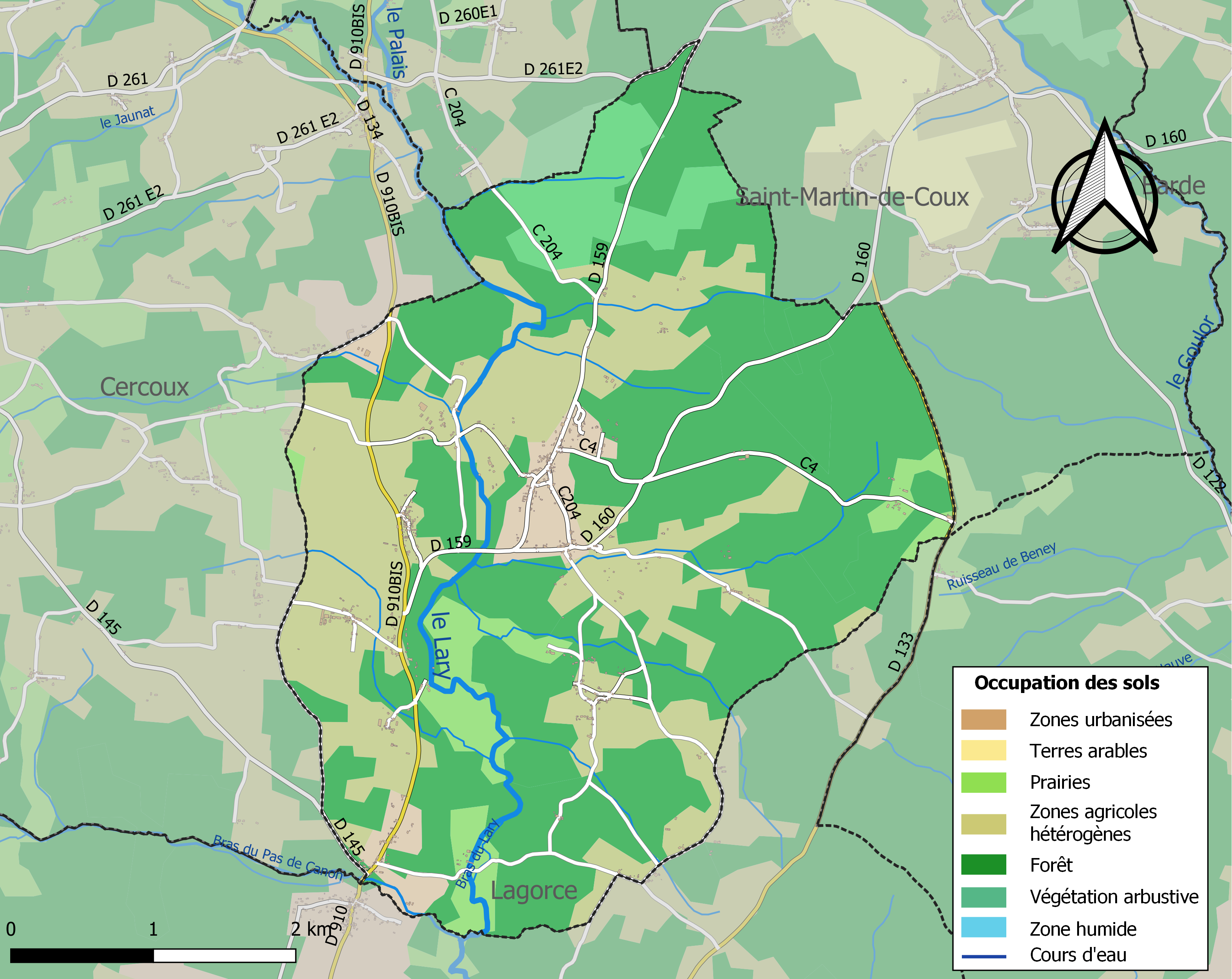
Carte des infrastructures et de l'occupation des sols de la commune en 2018 (CLC).

### Risques majeurs
Le territoire de la commune de La Clotte est vulnérable à différents aléas naturels : météorologiques (tempête, orage, neige, grand froid, canicule ou sécheresse), inondations, feux de forêts, mouvements de terrains et séisme (sismicité faible). Il est également exposé à un risque technologique, le transport de matières dangereuses. Un site publié par le BRGM permet d'évaluer simplement et rapidement les risques d'un bien localisé soit par son adresse soit par le numéro de sa parcelle.

#### Risques naturels
Certaines parties du territoire communal sont susceptibles d’être affectées par le risque d’inondation par débordement de cours d'eau, notamment le Lary. La commune a été reconnue en état de catastrophe naturelle au titre des dommages causés par les inondations et coulées de boue survenues en 1982, 1986, 1993, 1999 et 2010,.
La Clotte est exposée au risque de feu de forêt du fait de la présence sur son territoire du massif de la Double saintongeaise, un massif classé à risque dans le plan départemental de protection des forêts contre les incendies (PDPFCI), élaboré pour la période 2017-2026 et qui fait suite à un plan 2007-2016. Les mesures individuelles de prévention contre les incendies sont précisées par divers arrêtés préfectoraux et s’appliquent dans les zones exposées aux incendies de forêt et à moins de 200 mètres de celles-ci. L’article L.131-1 du code forestier et l’arrêté du 2 décembre 2020 règlementent l'emploi du feu en interdisant notamment d’apporter du feu, de fumer et de jeter des mégots de cigarette dans les espaces sensibles et sur les voies qui les traversent sous peine de sanctions. Un autre arrêté du 2 décembre 2020 rend le débroussaillement obligatoire, incombant au propriétaire ou ayant droit,,,.

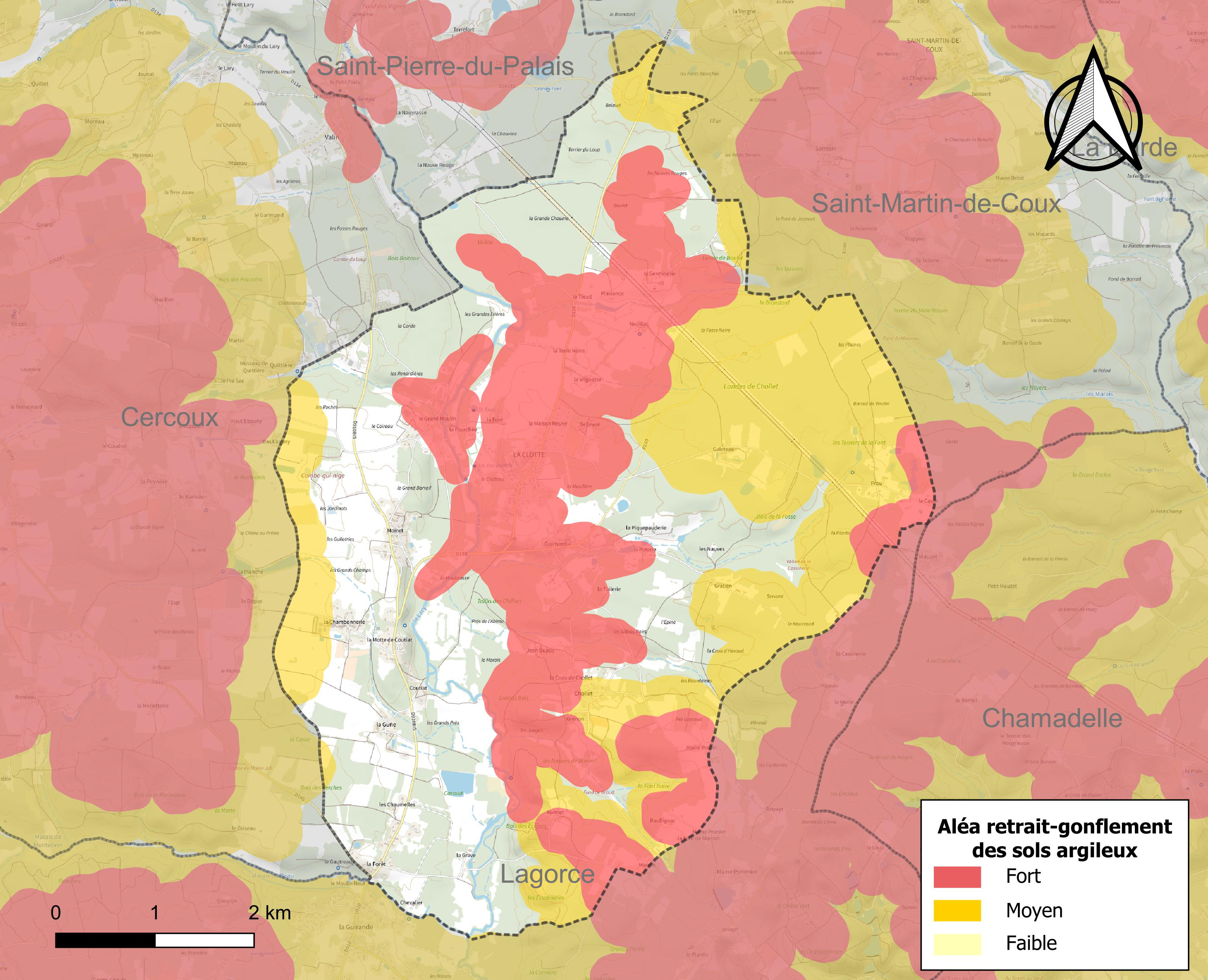
Carte des zones d'aléa retrait-gonflement des sols argileux de La Clotte.

Les mouvements de terrains susceptibles de se produire sur la commune sont des tassements différentiels.
Le retrait-gonflement des sols argileux est susceptible d'engendrer des dommages importants aux bâtiments en cas d’alternance de périodes de sécheresse et de pluie. 60,3 % de la superficie communale est en aléa moyen ou fort (54,2 % au niveau départemental et 48,5 % au niveau national). Sur les 383 bâtiments dénombrés sur la commune en 2019, 233 sont en aléa moyen ou fort, soit 61 %, à comparer aux 57 % au niveau départemental et 54 % au niveau national. Une cartographie de l'exposition du territoire national au retrait gonflement des sols argileux est disponible sur le site du BRGM,.
Par ailleurs, afin de mieux appréhender le risque d’affaissement de terrain, l'inventaire national des cavités souterraines permet de localiser celles situées sur la commune.
Concernant les mouvements de terrains, la commune a été reconnue en état de catastrophe naturelle au titre des dommages causés par la sécheresse en 2005 et 2017 et par des mouvements de terrain en 1999 et 2010.

#### Risques technologiques
Le risque de transport de matières dangereuses sur la commune est lié à sa traversée par une ou des infrastructures routières ou ferroviaires importantes ou la présence d'une canalisation de transport d'hydrocarbures. Un accident se produisant sur de telles infrastructures est susceptible d’avoir des effets graves sur les biens, les personnes ou l'environnement, selon la nature du matériau transporté. Des dispositions d’urbanisme peuvent être préconisées en conséquence.

## Toponymie
Le toponyme provient de l'occitan clòta. Il est fréquemment utilisé comme terme générique dans la région l’Entre-deux-Mers située plus au sud, ainsi que dans le français régional « clotte ». Le terme peut désigner une mare comme une dépression quelconque.

## Politique et administration

### Liste des maires

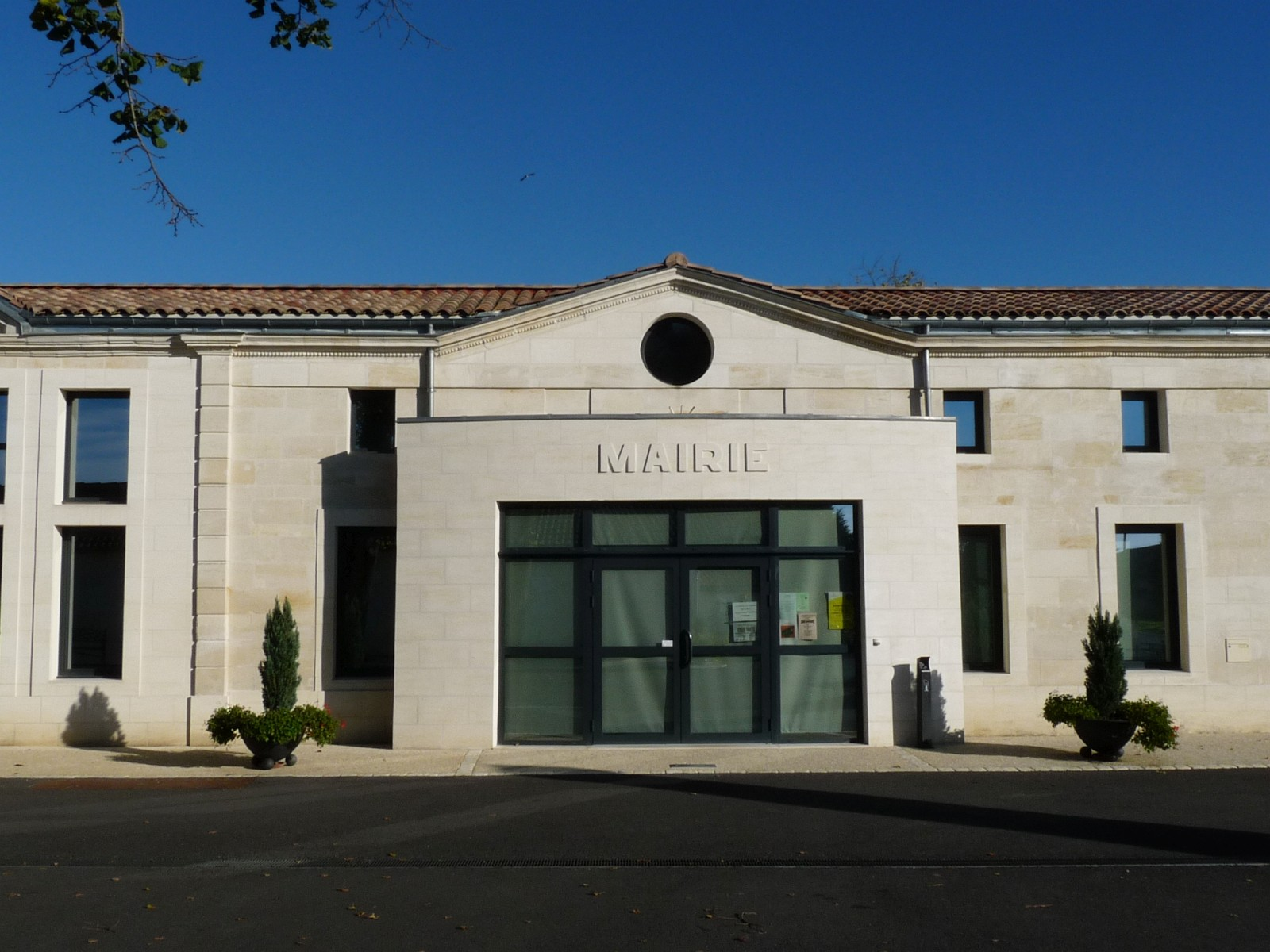
La mairie.

| Période                                  | Période  | Identité        | Étiquette | Qualité     |
| ---------------------------------------- | -------- | --------------- | --------- | ----------- |
| avant 1981                               | ?        | Roger Chadelaud | DVG       | Commerçant  |
| avant 1995                               | ?        | Robert Loyer    | DVD       | Agriculteur |
| 2001                                     | 2020     | Claude Peynaud  | DVG       | Retraité    |
| 2020                                     | En cours | Jean-Luc Delut  |           |             |
| Les données manquantes sont à compléter. |          |                 |           |             |

## Population et société

### Démographie
| 1793 | 1800 | 1806 | 1821 | 1831 | 1836 | 1841 | 1846 | 1851 |
| ---- | ---- | ---- | ---- | ---- | ---- | ---- | ---- | ---- |
| 632  | 599  | 561  | 713  | 755  | 740  | 742  | 827  | 869  |

| 1856 | 1861 | 1866 | 1872 | 1876 | 1881 | 1886 | 1891 | 1896 |
| ---- | ---- | ---- | ---- | ---- | ---- | ---- | ---- | ---- |
| 885  | 897  | 907  | 786  | 814  | 839  | 934  | 768  | 744  |

| 1901 | 1906 | 1911 | 1921 | 1926 | 1931 | 1936 | 1946 | 1954 |
| ---- | ---- | ---- | ---- | ---- | ---- | ---- | ---- | ---- |
| 693  | 708  | 702  | 615  | 639  | 669  | 601  | 578  | 562  |

| 1962 | 1968 | 1975 | 1982 | 1990 | 1999 | 2004 | 2006 | 2009 |
| ---- | ---- | ---- | ---- | ---- | ---- | ---- | ---- | ---- |
| 521  | 484  | 499  | 475  | 475  | 490  | 499  | 531  | 657  |

| 2014 | 2019 | 2022 | - | - | - | - | - | - |
| ---- | ---- | ---- | - | - | - | - | - | - |
| 696  | 717  | 708  | - | - | - | - | - | - |

## Équipements, services et vie locale

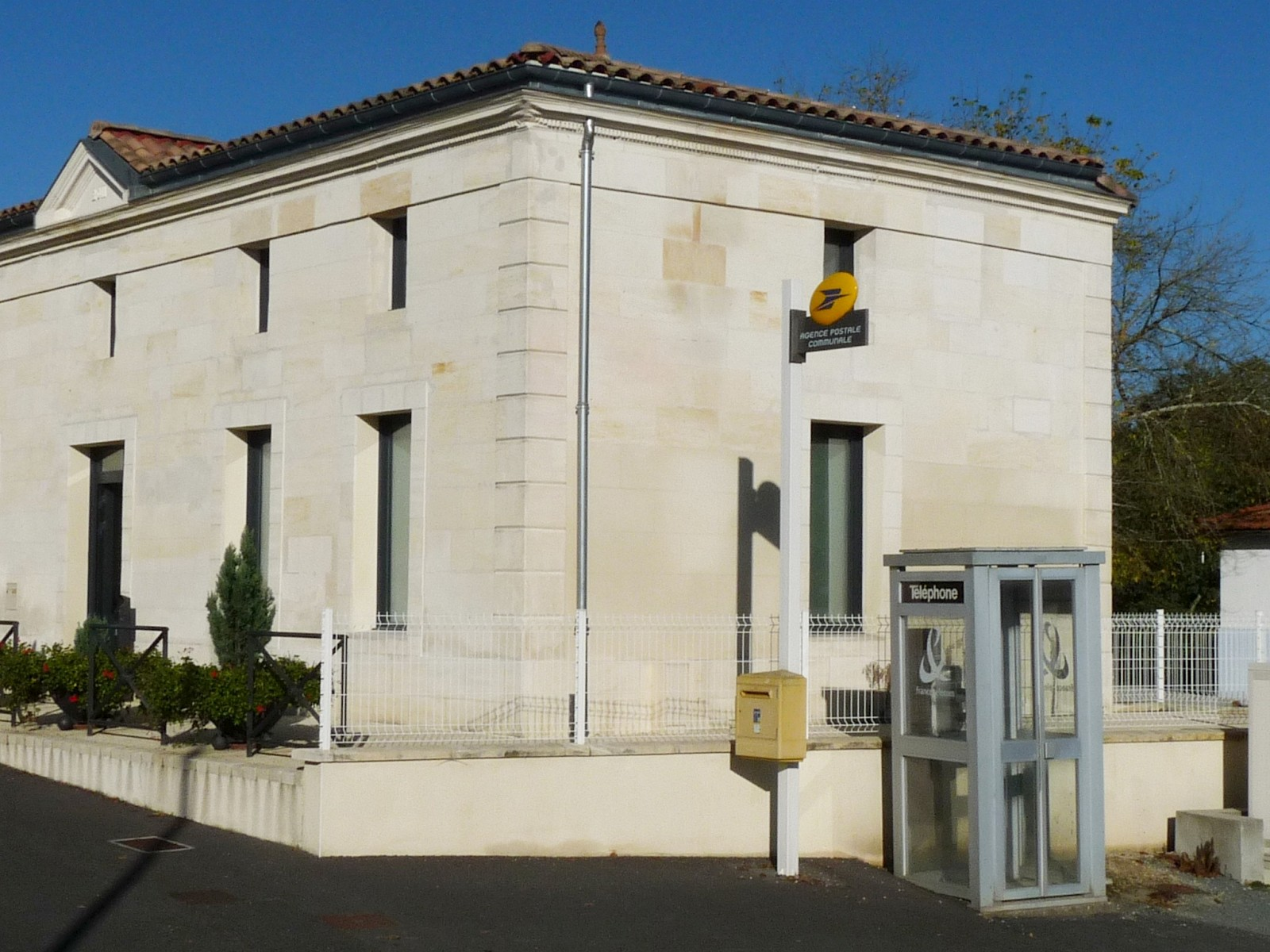
Le bureau de poste.
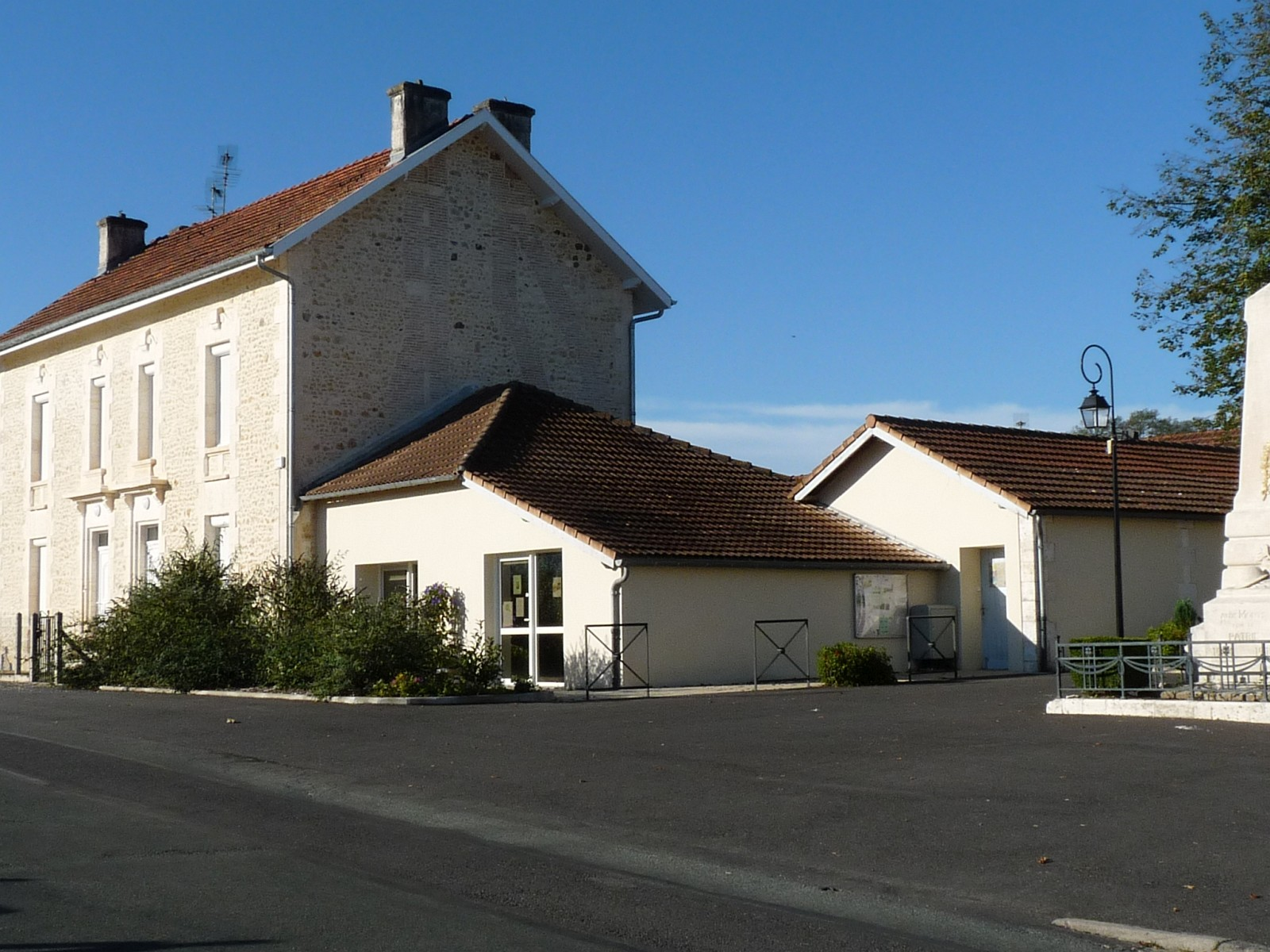
Le foyer communal.
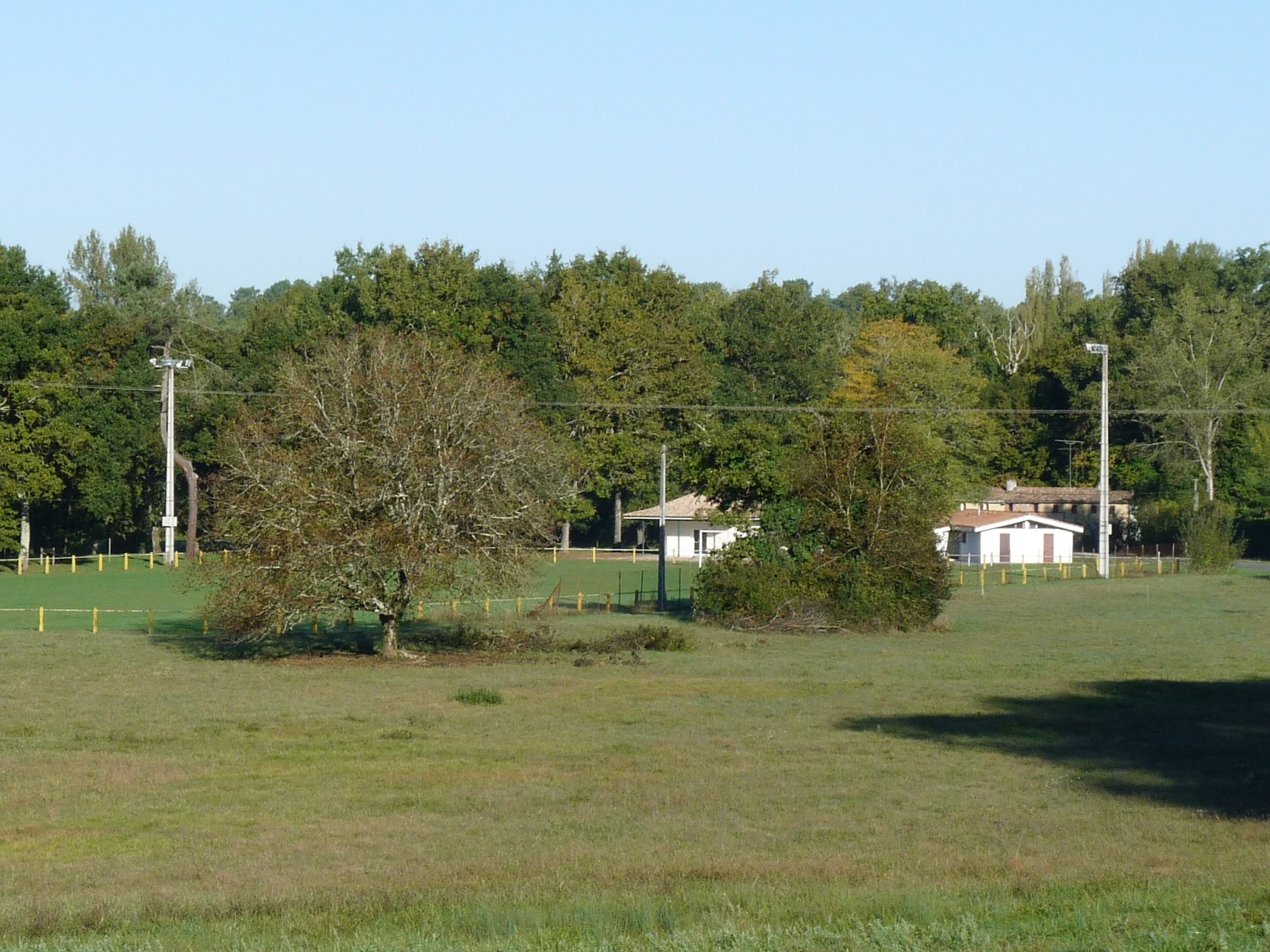
Le stade.

## Culture locale et patrimoine

### Lieux et monuments
- L'église paroissiale Saint-Léger.
- Motte féodale. Elle se situe légèrement à l'est du centre du bourg actuel à environ 150 mètres de la rive gauche du Lary qui borde le village[23]. De forme ovale, elle a été façonnée dans un escarpement calcaire récifal du crétacé supérieur pour former un énorme bloc monolithique. Côté sud, l'escarpement a été profondément recoupé afin de créer un fossé qui sépare la motte de la basse-cour. Côté nord, on a seulement retaillé l'escarpement qui présente un profil vertical de trois mètres de haut environ. La motte mesure à sa base 62 × 42 mètres et au sommet 42 × 22 mètres soit une superficie de 500 m2 et présente une hauteur  d'une douzaine de mètres. La basse-cou d'une superficie de 5 000 m2 est séparée de la motte par un fossé large d'une dizaine de mètres, porte le nom de « Motturote » pour « Petite Motte ». Un souterrain aménagé s'ouvre dans la paroi du fossé à l'ouest de la motte[24]. La première mention de La Clotte, qui relevait de la forteresse de Montguyon, date du 26 mars 1242, date à laquelle Sicard de Montguyon reprit en fief du roi d'Angleterre Henri III son château de La Clotte qu'il tenait jusque là en franc-alleu. Le château est également mentionné dans une chronique anonyme, en gascon : Livre Velu : « La bataille de Guîtres entre l'armée anglaise, partie de Bordeaux, et l'armée du roi de France stationnée à Guîtres. Après la saint Barthélemy (le 24 août) 1346, des éléments de l'armée française en déroute furent poursuivis jusqu'au château de La Clotte (La Clota) ; vingt-huit chevaliers et seigneurs de la région furent faits prisonniers sur la motte, plus un certain nombre d'hommes dont les noms ne sont pas cités. »[25].

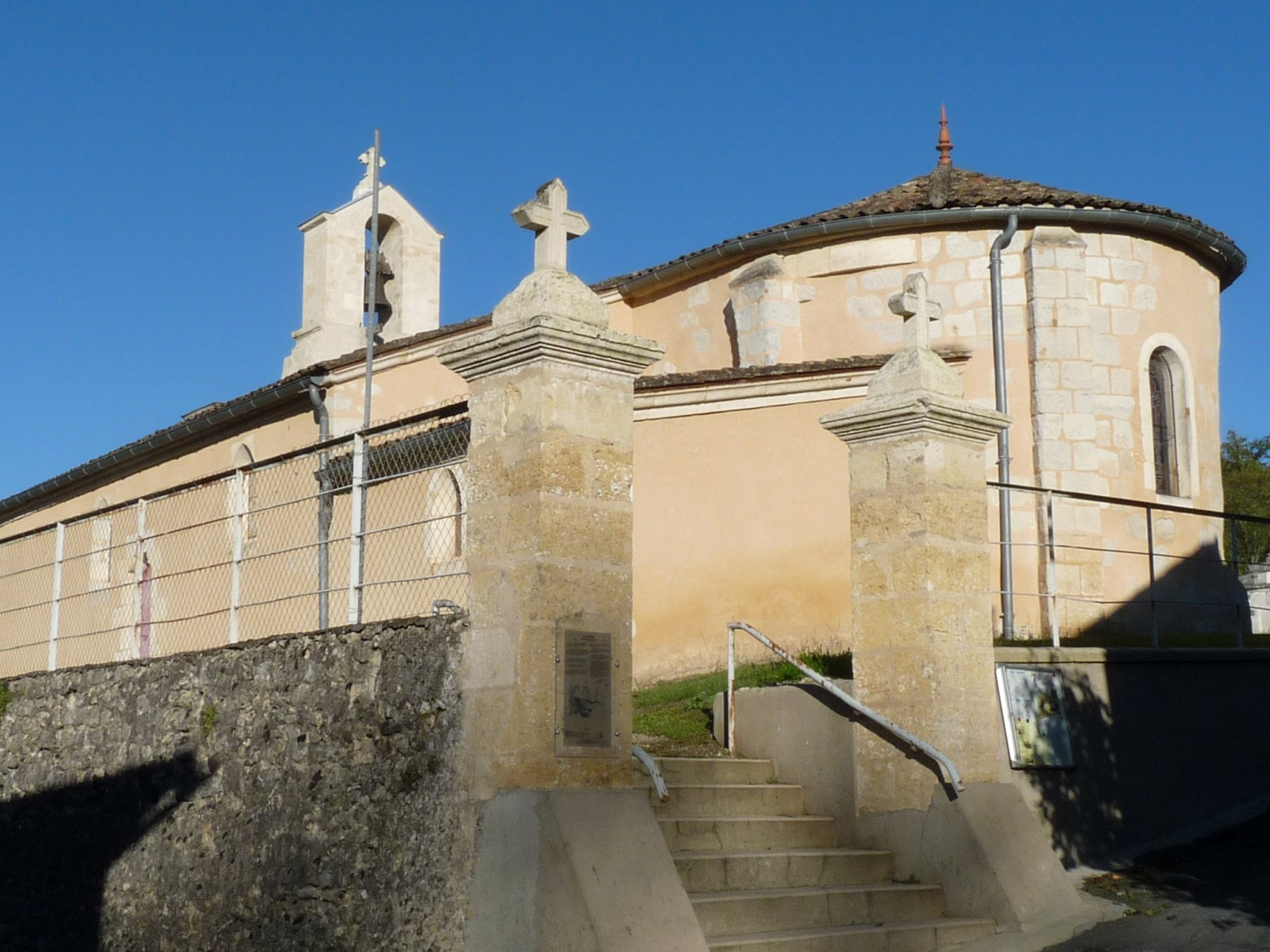
L'église et son escalier d'accès.
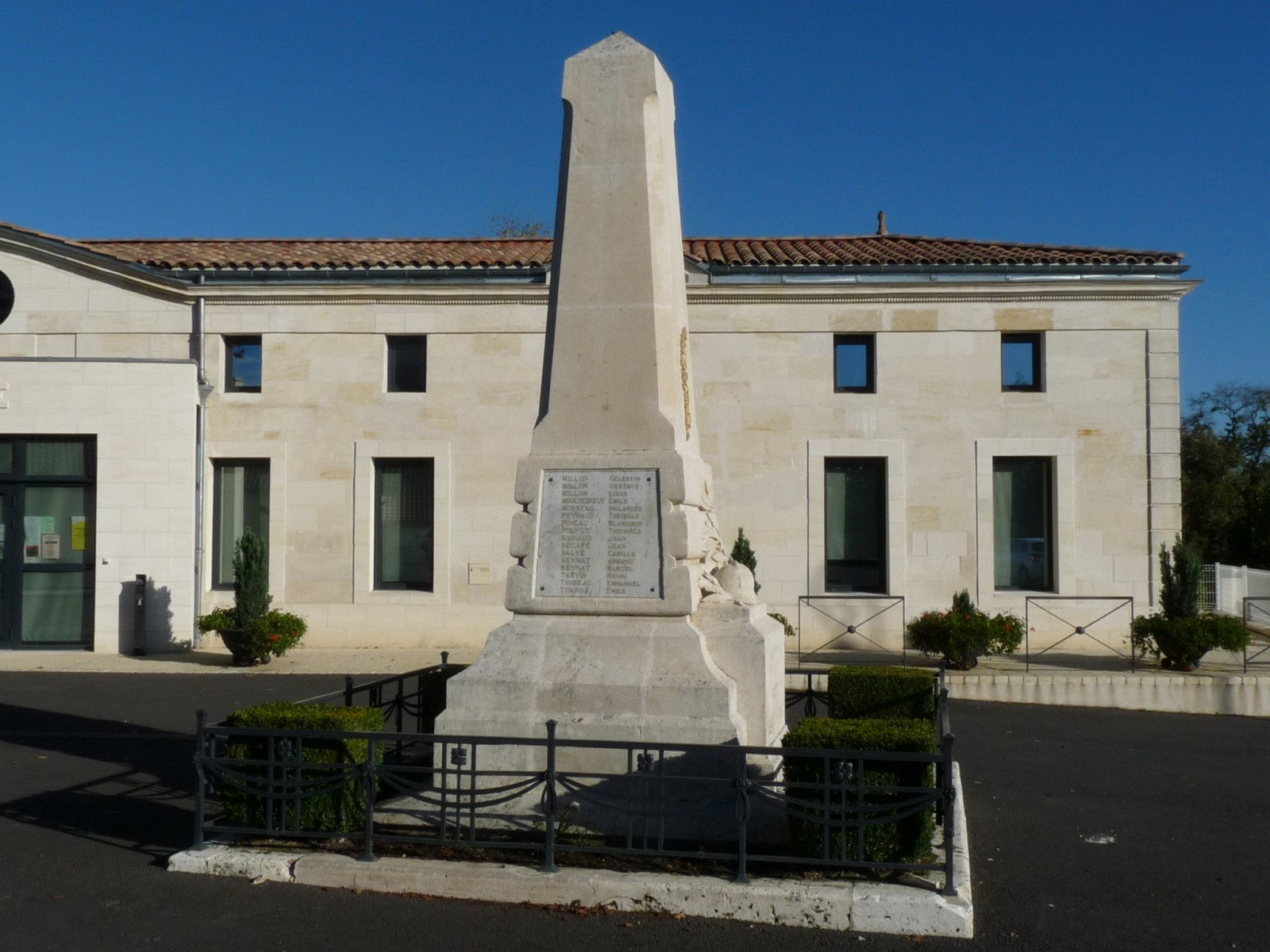
Le monument aux morts.

### Personnalités liées à la commune
- Théophile Victor Desclaux (1808-1884), artiste, mort dans cette ville.
- Odette Mazaubert (épouse de Fernand Chapouthier), dite « Carquelin » (1913-1994), écrivain de langue saintongeaise, née et morte à La Clotte[26].

### Héraldique
| Blason de Clotte (La) | Blason  | Coupé voûté : au 1er d'argent à la fasce ondée d'azur et à une roue de moulin de gueules brochante, au 2e de sinople à un chêne arraché d'or. |
| Blason de Clotte (La) | Détails | Le coupé voûté symbolise la motte féodale, la couleur verte évoque l'agriculture et les ondes rappellent le Lary qui arrose la commune avec la roue du moulin de la commune. Le chêne indique que la commune est boisée à plus de 50 % de sa superficie. Adopté le 7 mars 2022. |